# Paul Boehm
Paul Boehm (Calgary, Alberta, 10 de agosto de 1974) é um piloto de skeleton canadense. Ele competiu nos Jogos Olímpicos de Inverno de 2006 terminando a competição na quarta posição.